# 巴爾河
巴爾河（法語：Bar，法語發音：[baʁ] ⓘ）是法國的河流，位於該國北部阿登省，屬於默茲河的左支流，河道全長61.6公里，發源自比藏西附近，流經巴尔河畔布略勒、塔奈、巴尔河畔谢姆里和舍沃日，河口處在弗里涅默兹。

## 外部連結
- http://www.geoportail.fr （页面存档备份，存于）
- Sandre数据库中的巴尔河